# بول كلي

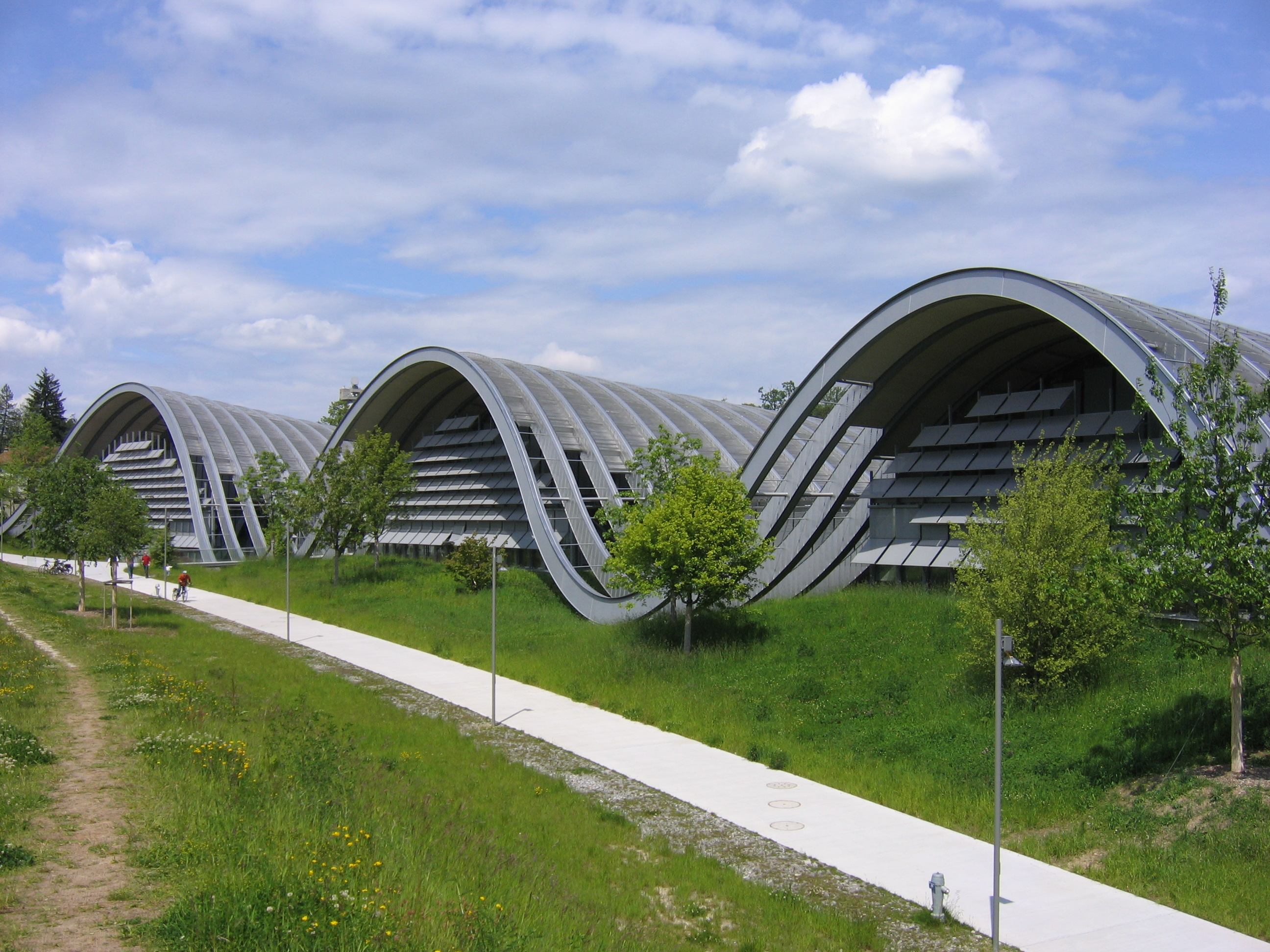
متحف بول كلي، أسّس بعد 65 عاما من وفاته في برن، وهو مبنى فخم مسخّر كليّا للفنّان بول كلي ومصمّم من طرف المهندس المعماري الإيطالي رينزو بيانو.

بول كلي (18 ديسمبر 1879 - 29 يونيو 1940) Paul Klee هو رسام ألماني ولد في سويسرا، تترواح أفكاره بين السريالية، التعبيرية والتجريدية.

## حياته
ولد بول كلي في 18 ديسمبر سنة 1879 في قرية «مونشن-بوخسي» القريبة من برن، لأم سويسرية تدعى إيدا فريك، وأب ألماني اسمه هانز كلي، وكانت له أخت واحدة أكبر منه بثلاث سنوات. والده الألماني الجنسية، لم يطلب في يوم من الأيام الجنسية السويسرية. ورغم ذلك عاد الفنان فارا من ألمانيا إلى مسقط رأسه (برن) لعيش فيها كأجنبي. وقد سجلته السلطات السويسرية كألماني تبعا لجنسية والده، التي لازمته حتى وفاته، توفي الفنان التشكيلي بول كلي قبل أن يحصل على الجنسية السويسرية.
كان والداه يأملان أن ينخرط في حقل العمل الفني الموسيقي، لكن كان يخطط لشيء آخر، فقد غادر بيت الأسرة إلى مدرسة خاصة في ميونخ بألمانيا لدراسة الرسم، وذلك بعد شهرين فقط من رحيل أمه من البيت.
بقي كلي 4 سنوات كاملة بعيدا عن بيت الأسرة، في فترة غيرت الكثير في مسار حياته؛ فقد انهي دراسة الفن وتعرف على زوجة المستقبل، وسافر للمرة الأولى إلى إيطاليا.
ثم كانت العودة إلى برن في عام 1902 وكانت أيضا إلى بيت الأسرة، أما قوت يومه فكان يتكسبه من كتابة النقد المسرحي والعزف في حفلات الموسيقى الكلاسيكية، إلا أن الرسم بقي ملازما له يقضي معه كل أوقات فراغه.
ولم تدم هذه الفترة طويلا، فقد كانت الفترة ما بين عامي 1903 و 1905 مرحلة تحول كبيرة في حياته؛ حيث قام ببعض التجارب في الطباعة بالحفر على النحاس، وترك من تلك المرحلة 11 عملا.
ويبدو أن تلك الإنجازات قد شجعته على مغادرة سويسرا مرة أخرى، ففي عام 1906 تزوج بعازفة البيانو الألمانية ليلي شتومبف وأقام معها في ميونخ، ثم رزق منها بعد عام واحد بابنه الوحيد فيليكس، الذي قام برعايته في مراحل كثيرة من طفولته بين ميونخ وبرن، بينما كانت الأم منهمكة بالعزف في الحفلات الموسيقية لتأمين مورد رزق للأسرة.
فعلى الرغم أنه كان ألمانيا فإنه يـُعتبر رساما سويسريا، وعلى الرغم أنه كان بوهيميا، إلا أنه كان يعيش حياة بورجوازية. قدم للفن التشكيلي أسلوبا معاصرا في الرسم، ولكنه كان يرفض الموسيقى الحديثة ويتمسك بالكلاسيكية القديمة.

## مسيرته الفنية
جدته لأمه هي التي مهدت له الخطى الأولى نحو الفن، بعد أن أهدته وهو في سن الثالثة أورقا للرسم وأقلاما ملونة، ويذكر كلي تلك المرحلة بأنها كانت بداية خطواته في رحلته الفنية، حتى أنه ضم بعض رسوماته من مرحلة الطفولة المبكرة إلى سجل أعماله الخاص به.
ابتكر تقنية جديدة، تعتمد على النقش بإبرة مدببة على لوح زجاجي مطلي بالسناج، وأنتج بهذا الأسلوب 60 عملا، كانت جديدة في ذلك العصر وملفتة للنظر.

## رواق

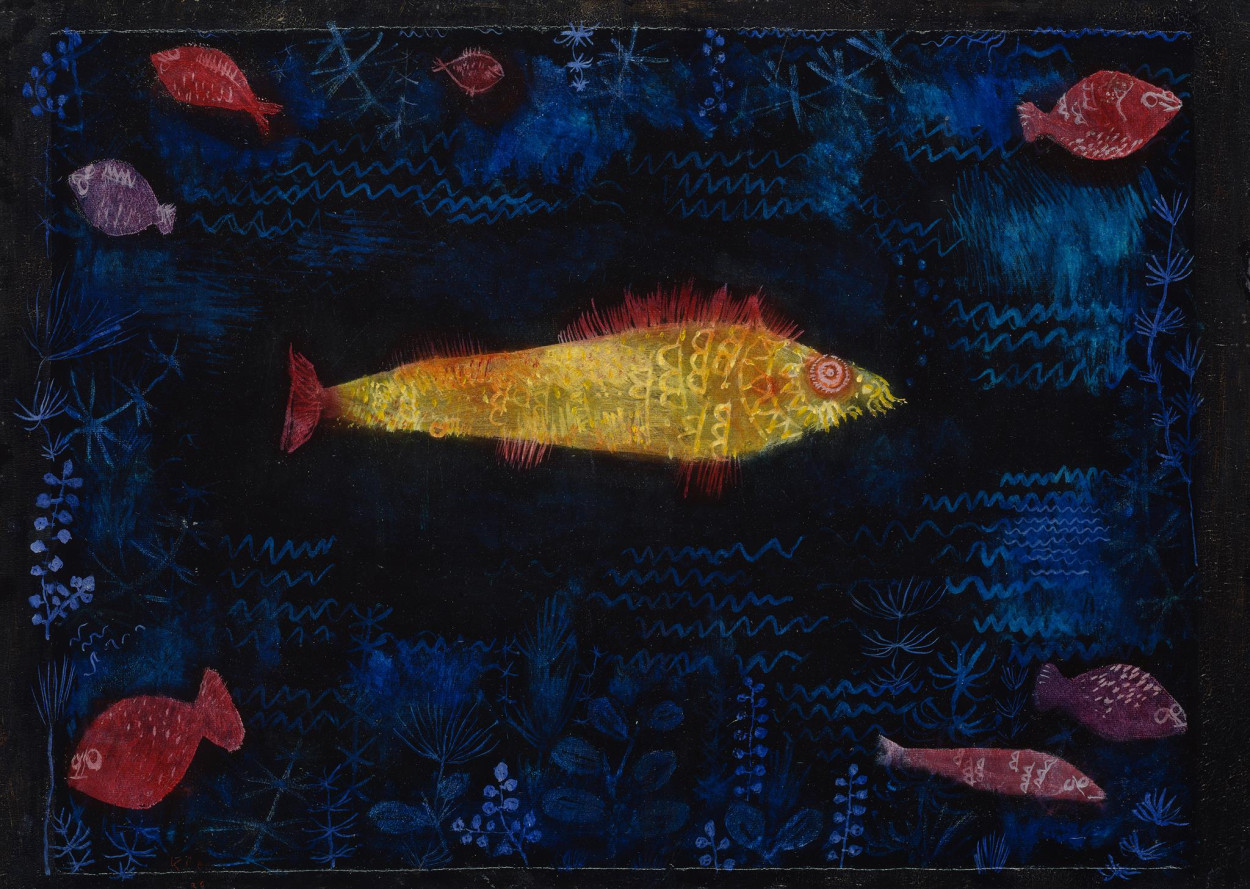
Der Goldfisch 1925
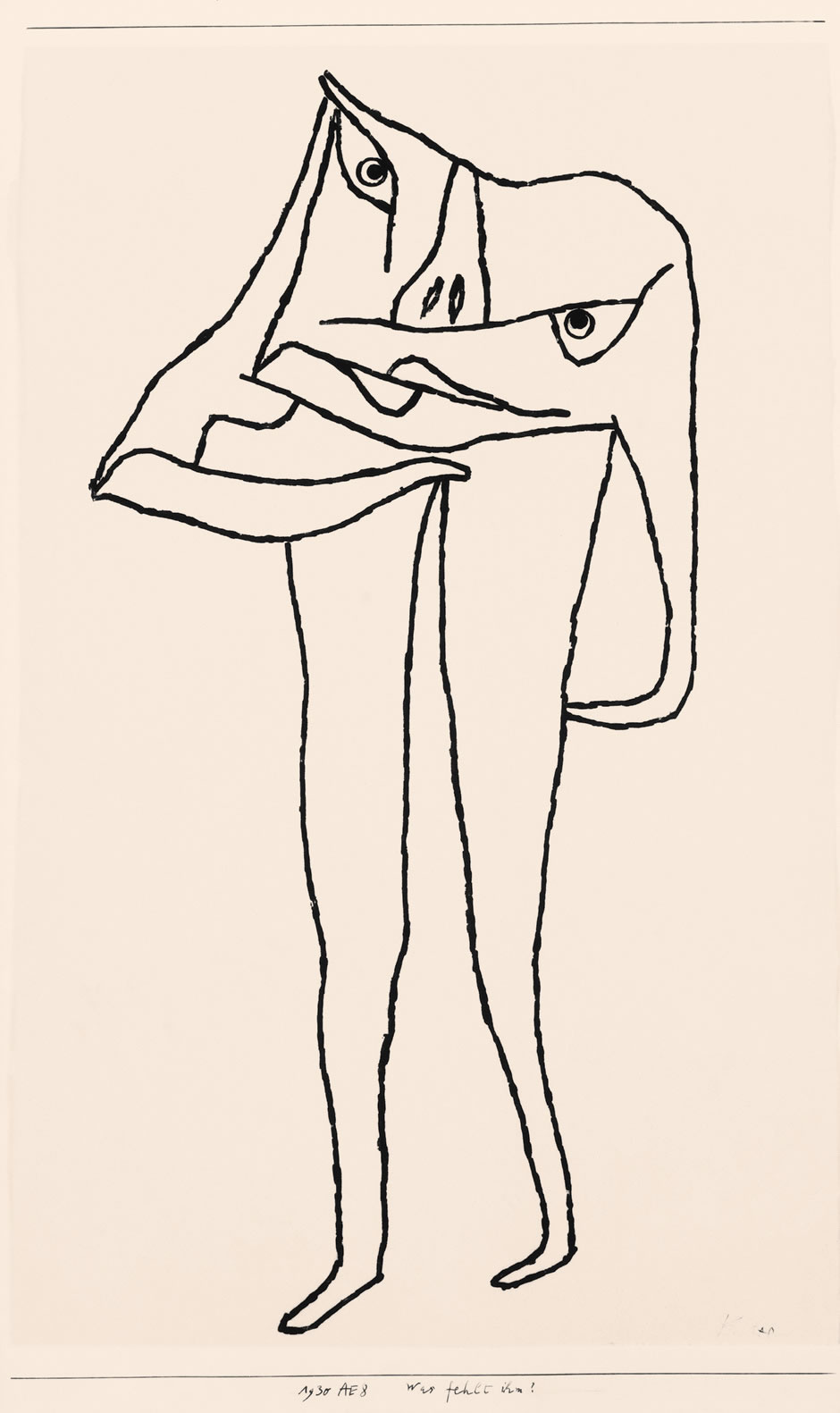
Was fehlt ihm? 1930
Revolution des Viadukts, 1937
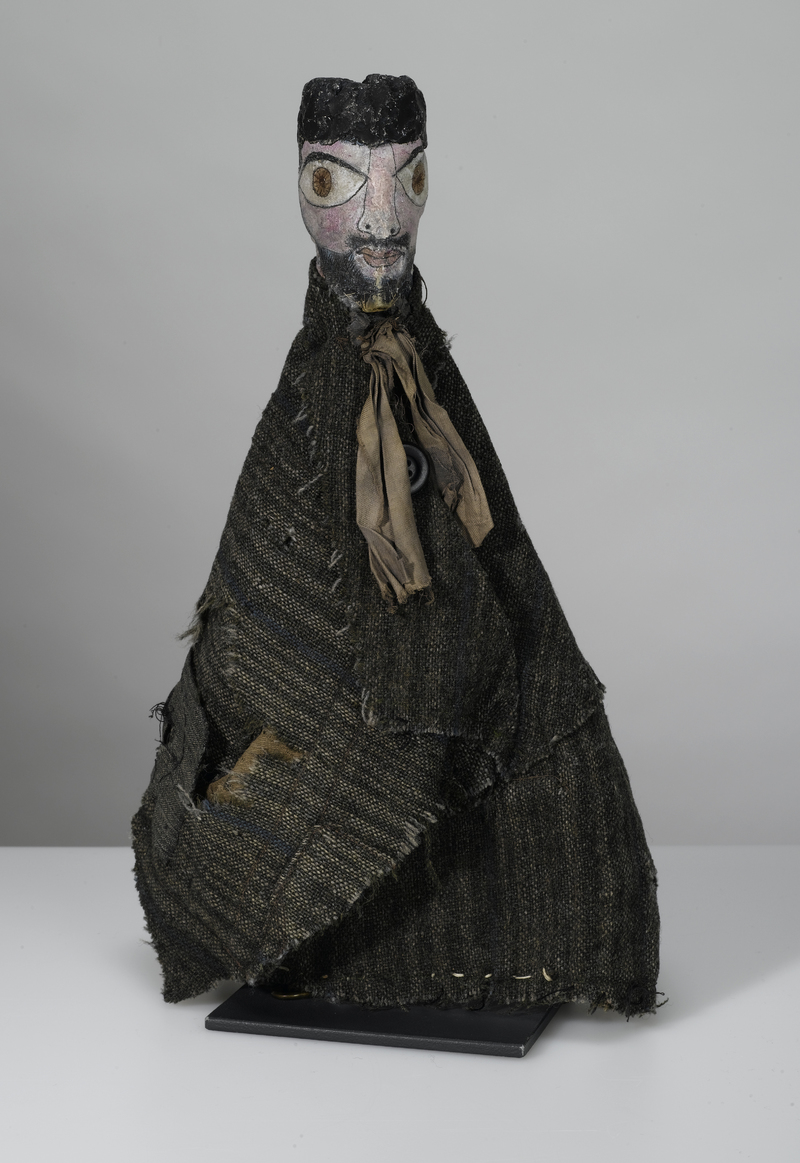
دمية اليد بلا عنوان (صورة ذاتية), 1922

## روابط خارجية
- بول كلي على موقع الموسوعة البريطانية (الإنجليزية)
- بول كلي على موقع ميوزك برينز (الإنجليزية)
- بول كلي على موقع إن إن دي بي (الإنجليزية)
- بول كلي على موقع ديسكوغز (الإنجليزية)